# Tadeusz Dzieduszycki
Tadeusz Gerwazy lub Tadeusz Antoni Dzieduszycki herbu Sas (ur. 28 czerwca 1724, zm. w październiku 1777 w Żukowie) – generał lejtnant wojsk koronnych, regimentarz Partii Podolskiej i Pokuckiej w 1765 roku, cześnik koronny w 1765 roku, podkomorzy halicki w latach 1760–1765, chorąży halicki w latach 1756–1760, chorąży trembowelski w latach 1750–1756, starosta żukowski w 1750 roku, porucznik chorągwi pancernej wojewody smoleńskiego Sapiehy w Pułku Hetmana Wielkiego Koronnego w 1760 roku. 
Wielmoża z Małopolski Wschodniej. Oficer husarii. W 1746 porucznik, 1752 pułkownik, jego oddział w 1759 rozbił bandę Iwana Bojczuka, następcy Bajuraka. Od 1760 rotmistrz chorągwi pancernej, walczył przeciwko ruchom hajdamackim na Ukrainie. Poseł województwa podolskiego na sejm 1748 roku. 18 stycznia 1754 roku podpisał we Lwowie manifest przeciwko podziałowi Ordynacji Ostrogskiej. Poseł ziemi halickiej na sejm 1760 roku. W 1762 uprzedził Austrię o grożącym jej niebezpieczeństwie napadu Tatarów. Działacz polityczny interesujący się problematyką społeczną. Konsyliarz konfederacji Czartoryskich w 1764 roku, poseł na sejm konwokacyjny (1764) z ziemi halickiej. Poseł ziemi halickiej na sejm koronacyjny 1764 roku. Stronnik króla Stanisława Augusta. W 1766 roku był posłem na Sejm Czaplica z ziemi halickiej. Komisarz z rycerstwa Komisji Skarbowej Koronnej w 1765 roku. Walczył przeciwko konfederacjom radomskiej i barskiej. Uczestnik krwawej bitwy pod Husiatyniem. Oskarżony o popełnienie na konfederatach okrucieństwa uciekł na Węgry. W 1770 powrócił do kraju.
Uzyskał tytuł hrabiego Galicji 22 października 1776 roku. Był potomkiem Jerzego kasztelana lubaczowskiego i stryjem Mikołaja Adama.
W wojsku polskim pełnił funkcje: porucznika, pułkownika i generała Wojsk Koronnych.
Od roku 1750 był chorążym trembowelskim, później podkomorzym halickim od 1760 i cześnikiem koronnym od 1765. W czasie ostatniego bezkrólewia występował jako zwolennik reform. Odmalowany został w bardzo ujemnych barwach przez Słowackiego w „Beniowskim”.
Za zasługi został odznaczony Orderem Świętego Stanisława 8 maja 1770 roku i uzyskał rangę generała, tytuł tajnego radcy dworu i hrabiego austriackiego. Uważany za człowieka światłego. Publicysta społeczno-polityczny.
Jego żoną była Salomea Józefa z Bibersteinów-Trembińskich h. Rogala. Miał z nią pięć córek i czterech synów: Józefa Kalasantego, Waleriana, Wawrzynica i Antoniego.